# Insula Shortland
Insula Shortland (odată cunoscută sub numele de Alu) este cea mai mare insulă din arhipelagul insulele Shortland, în provincia de vest a Insulelor Solomon. 
Numele original a fost un cuvânt melanezian, în timp ce numele actual a fost dat insulei de către ofițerul Marinei Regale Britanice John Shortland în 1788. Shortland a fost comandantul naval al unei călătorii din 1777-79 efectuate de către prima flotă pentru a stabili o colonie penală în Botany Bay, Australia. 

## Al Doilea Război Mondial
La 30 martie 1942, navele de război ale Marinei Imperiale Japoneze au intrat în portul Shortland și au debarcat două plutoane speciale pentru forțele navale, iar locuitorii nu au opus rezistență. Un pluton a rămas în zonă pentru a începe înființarea bazei-port de hidroavioane Shortland. 
Aliații au avut în vedere invadarea bazei de hidroavioane în august 1943, dar au ales în schimb să ocolească Shortland pentru Insula Bougainville și Insulele Trezorerie, lăsând Shortland sub control japonez până la sfârșitul războiului. 
La 8 ianuarie 1944, o forță aliată formată din două crucișătoare ușoare și cinci distrugătoare a bombardat instalațiile de pe Insula Shortland.  În martie 1944, avioanele de la al 70-lea escadron de luptă USAAF au folosit fotografii de recunoaștere făcute de cel de-al 17-lea escadron de recunoaștere pentru a lovi baza hidroavioanelor, revendicând opt hidroavioane și un distrugător IJN.  La 20 mai 1944, USS Montpelier (CL-57) a avut daune ușoare de la focul de întoarcere atunci când ea și alte două crucișătoare ușoare, împreună cu opt distrugătoare, au bombardat instalațiile de pe malul insulei Shortland.  